# Westfalen (Schiff, 1978)
Das Passagierschiff Westfalen wurde 1978 als Baunummer 68 auf der Lux-Werft in Mondorf für den Verkehr auf dem Biggesee gebaut. Betreiber ist die Lux-Werft und Schiffahrt GmbH in Sondern am Biggesee, bzw. deren Tochtergesellschaft Personenschifffahrt Biggesee, die auf dem See auch das Fahrgastschiff Bigge betreibt.

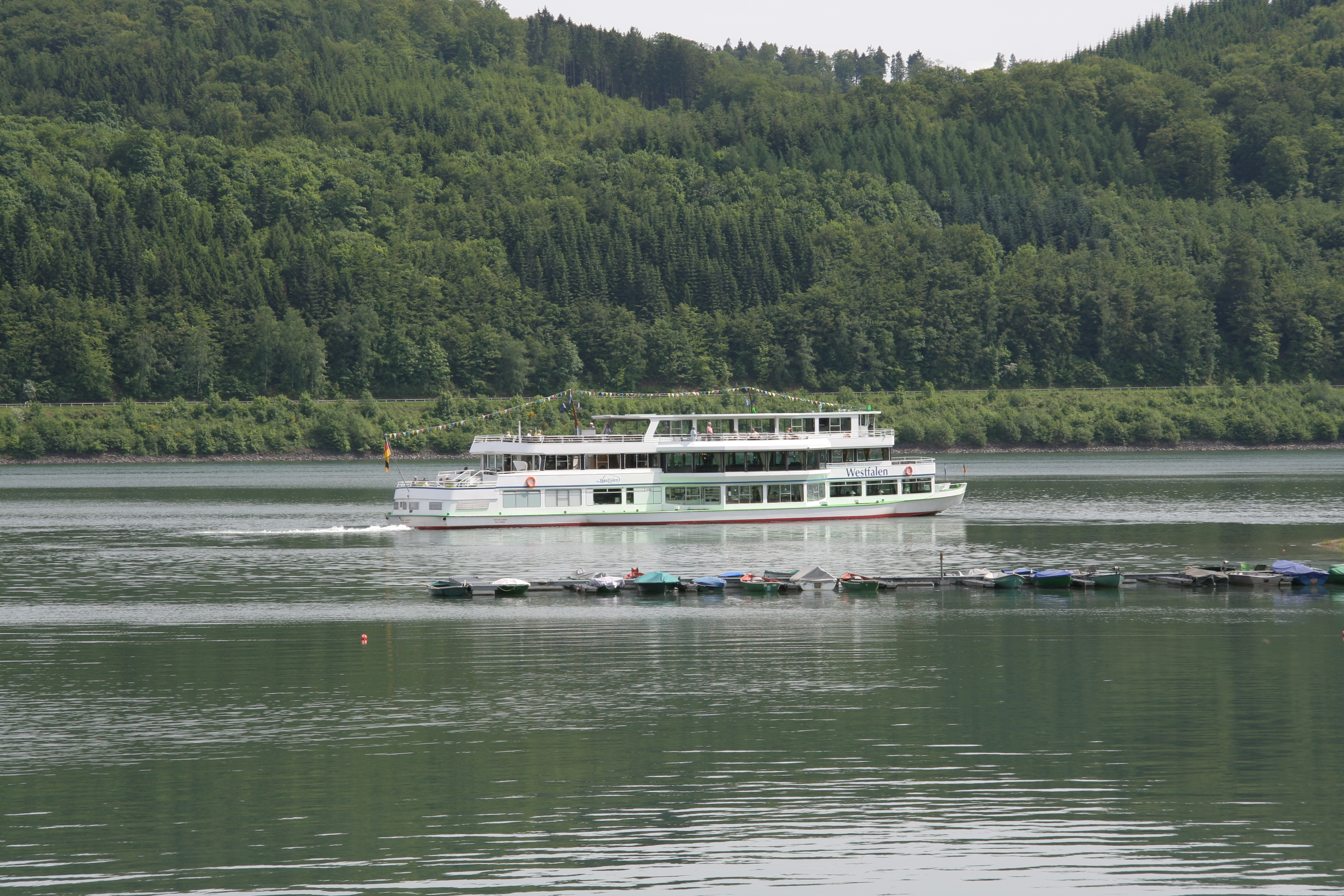
Die Westfalen, 2009, vor dem letzten Umbau

## Geschichte
Ursprünglich war das Schiff 39 m lang und 7,60 m breit. Im Winter 1990/91 wurde es um 12 m verlängert und mit zwei erkerförmigen Anbauten in der vorderen Hälfte um 4 m verbreitert. Der Innenbereich wurde zum Galerieschiff umgebaut. 2011 erfolgte ein weiterer Umbau. Diesmal wurde der Heckbereich auf 11,6 m verbreitert und um 4 m verlängert. 
Die Westfalen verkehrt zwischen Olpe und Attendorn. Sie ist für 750 Passagiere zugelassen. Das Ein- und Aussteigen erfolgt über eine Bugrampe.